# New Tribes Mission
Die New Tribes Mission (NTM, englisch: Neue-Stämme-Missionierung) ist eine internationale evangelikale Missionsgesellschaft mit Hauptsitz in Sanford (Florida), USA. Der deutsche Beiname lautet Gemeindegründung unter den Unerreichten.
In Deutschland hat sie mit dem „Ethnos 360“ e.V. einen Zweig in Hückeswagen und ist eng mit der Hilfsorganisation Friends in Action verbunden. In Deutschland betreibt der Verein christliche „Erlebnis-Zeltlager“ und die „Berliner Glaubenskonferenz“. Er wird mit „InAktion Wünsdorf e.V.“ assoziiert und gibt die Zeitschrift „Gehet hin“ heraus. Sie arbeitet mit der „Evangelisch-Freikirchlichen Gemeinde Berlin-Hohenstaufenstraße“ zusammen. Der Verein ist Mitglied der Arbeitsgemeinschaft Evangelikaler Missionen AEM.

## Mission
Ziel der Organisation ist es, „gedrängt durch die Liebe Christi und in der Kraft des Heiligen Geistes [...] den Dienst der örtlichen Gemeinde zu unterstützen. Dies soll durch Aufklärung und Motivation sowie Zurüstung und Begleitung der Missionare geschehen, welche unerreichte Volksgruppen mit dem Evangelium erreichen, die Bibel übersetzen und einheimische Gemeinden nach neutestamentlichen Prinzipien aufbauen, die Gott wahrhaftig verherrlichen.“
Derzeit hat die Organisation etwa 3.200 Missionare in 18 Ländern und liegt damit an zweiter Stelle nach den Wycliff Bibelübersetzern / SIL International. NTM arbeitet auf der Glaubensgrundlage der Deutschen Evangelischen Allianz.

## Theologie
Die Organisation vertritt eine konservative evangelikale Theologie. Sie glaubt an Verbalinspiration und praktiziert Gläubigentaufe durch Untertauchen. Sie distanziert sich von der Ökumene und der charismatischen Bewegung.

## Geschichte
Die Organisation wurde 1942 von Paul Fleming gegründet. Fleming stammte aus Los Angeles. Mit zehn oder elf Jahren akzeptierte er Jesus Christus in der Church of the Open Door in Los Angeles als seinen Retter. Schon seine Eltern waren eifrige Christen. Seine Mutter verbrachte viel Zeit im Gebet und wurde von ihrer Umgebung als Engel bezeichnet. In den 1930er Jahren hatte er als Missionar in der britischen Kolonie Malaya unter den Satai (Semang) gearbeitet.
1942 schickte die Organisation die erste Gruppe von Missionaren nach Bolivien; von den zehn Erwachsenen und sechs Kindern wurden fünf Männer im darauffolgenden Jahr von einem Stamm der Ayoré getötet, als sie versuchten Kontakt mit dem Stamm aufzunehmen. Die Missionare waren Cecil Dye, Bob Dye, Dave Bacon, George Hosbach und Eldon Hunter.  Monatelang vorher hatten sie wiederholt Geschenke für die Ayoré hinterlassen, um ihre friedfertigen Absichten zu bekunden. „Erst 1950 erfuhren die Missionare endlich, was den fünf Männern zugestoßen war, die man im Dezember 1943 als vermisst gemeldet hatte. Ein Ayoré, der Augenzeuge des Geschehens gewesen war, berichtete den Missionaren davon, wie die fünf weißen Männer sieben Jahre zuvor in ihr Dorf gekommen seien. Die Indianer seien alarmiert gewesen, hätten aber genau beobachtet, wie die Männer in der Mitte der Lichtung Geschenke niederlegten. Weil ein Krieger ein größeres Geschenk haben wollte, wurden die fünf Männer etwa eine Stunde später getötet. Der Häuptling war zu der Zeit nicht im Lager. Als er zurückkehrte und entdeckte was geschehen war, machte er den Mördern schwere Vorwürfe: 'Ihr hättet sie nicht töten dürfen. Ich hätte sie nicht getötet.' Er bemerkte, was die Mörder übersehen hatten: Die weißen Männer trugen keine Gewehre bei sich, um die Ayorés nicht zu verletzen. Sie hatten sich nicht wie Feinde verhalten. Die weiße Haut der Missionare ließ die Indianer zuletzt darauf schließen, dass diese Nachfahren eines hellhäutigen Ayoré, namens 'Weißer Schmetterling' gewesen sein mussten, der in der Ayoréüberlieferung hoch geachtet war. Später benutzte Gott diese Schlussfolgerung, um in ihnen den Wunsch zu wecken, Freunde der Missionare zu werden.“ (Kenneth J. Johnston: Aufbruch zu den Unerreichten).
Ab Sommer 1943 hatte die Organisation ihren Sitz im Herzen von Chicago. Im gleichen Jahr begann sie, die Zeitschrift Brown Gold herauszugeben. 1944/1945 siedelte NTM nach Fouts Springs in Kalifornien über und errichtete dort ein Ausbildungslager.
Im Juni 1950 hatte NTM ein Flugzeug des Typs Douglas DC-3 von American Airlines erworben. Die Maschine war von der Federal Aviation Administration FAA inspiziert und für flugfähig erklärt worden. Am 9. Juni 1950 wurde die Douglas DC-3-178 der New Tribes Mission (Luftfahrzeugkennzeichen N16030) 31 Kilometer ostnordöstlich von Fonseca (Kolumbien) in einer Höhe von 1340 Metern gegen Bäume auf einem Berggipfel geflogen, nachdem die Piloten 68 Kilometer nach Westen von ihrer geplanten Flugstrecke von Kingston (Jamaika) nach Maracaibo abgewichen waren. Bei der Kollision war zuerst die linke, dann die rechte Tragfläche abgerissen, woraufhin das Flugzeug in Rückenlage abstürzte und Feuer fing. Das Wrack wurde erst am 6. Juli 1950 gefunden. Bei diesem CFIT (Controlled flight into terrain) wurden alle 15 Insassen getötet, drei Besatzungsmitglieder und 12 Passagiere.
Das zweite Flugzeug, das die Missionsgesellschaft im September 1950 erwarb, war eine DC-3-Frachtversion (C-47), die in eine reguläre DC-3-Passagiermaschine umgebaut worden war. Diese Douglas DC-3C (N74586) wurde bei Nebel in einer Höhe von 3414 Metern gegen den Nordost-Grat des 3842 Meter hohen Mount Moran (Wyoming, USA) geflogen. Der letzte Funkkontakt hatte mit Idaho Falls stattgefunden. Eine Vermutung, dass das elektrische System des Flugzeugs versagt hatte, wurde nicht bestätigt. Das Wrack konnte erst drei Tage später gefunden werden. Bei diesem CFIT (Controlled flight into terrain) wurden alle 21 Insassen getötet, drei Besatzungsmitglieder und 18 Passagiere.
In Deutschland gab es schon NTM-Missionare, bevor es einen eigenen deutschen Arbeitszweig gab. Manfred und Lore Hüncke vernetzten diese Missionare miteinander. Am 13. Juni 1992 entstand in Detmold daraus der SUMMIT e.V. (von „SUMmer MIssion Teams“), der noch im gleichen Jahr ein Sommermissionsteam in den Senegal sandte. Seit 1995 wird die Zeitschrift „Gehet hin“ herausgegeben. 1999 zog der Verein nach Scheideweg (Hückeswagen). Ab 2002 arbeitete der Verein als NTM (New Tribes Mission) e. V. 2018 wurde der Name in „Ethnos 360“ geändert.

## Die Sicht von Kritikern und Gegnern
Der New Tribes Mission wird vorgeworfen, 1979 und 1986 in Paraguay unerlaubten Kontakt mit dem Nomadenvolk der Ayoreo aufgenommen zu haben, was zu mehreren Todesfällen durch von außen eingeschleppte Krankheiten führte. Andere Ayoreo starben bald, nachdem sie Kontakt mit den Missionaren aufgenommen hatten und in deren Lager einzogen.
Der pensionierte Erzbischof der anglikanischen Kirche des Indischen Ozeans, Trevor Huddleston, der Vorsitzende der Menschenrechtskommission des britischen Parlaments, Lord Avebury, und der Vorsitzende von Survival International, Robin Hanbury-Tenison, unterzeichneten   einen offenen Brief, in dem sie die NTM aufforderten, ihre „Praktiken“ einzustellen und indigene Religionen und Kulturen zu akzeptieren.
Die öko-anarchistische Eco-Action.org behauptet, dass der NTM das Wohlergehen der Völker, die sie missioniert, gleichgültig sei und dass NTM indigene Völker nicht nur zum Christentum bekehre, sondern sie auch in feste Siedlungen, Lager oder Reservate einlade, ihre Lebensgewohnheiten ändere und sie in marktwirtschaftliche Strukturen integriere, indem NTM Geld, US-amerikanische Konsumgüter und Marktfrüchte (cash crops) einführe.
Paul Gifford wirft NTM vor, Wirtschaftsspionage zu betreiben und in den Ländern, wo sie aktiv sind, Ziele der US-amerikanischen Außenpolitik zu vertreten.
Aufgrund der Methoden, welche die Missionsgesellschaft in Lateinamerika praktiziert, wurde in Großbritannien eine Untersuchung durch das überparteiliche Parlamentarische Komitee für Menschenrechte eingeleitet.
Im Oktober 2005 berichtete die BBC, dass der venezolanische Präsident Hugo Chávez angekündigt hatte, die New Tribes Mission des Landes zu verweisen. Er warf ihr vor, imperialistische Interessen zu vertreten, die nationale Souveränität Venezuelas sowie venezolanisches Recht zu verletzen, da NTM-Flugzeuge illegale Flüge auf venezolanischem Territorium durchführten. Er griff NTM auch dafür an, luxuriöse Lager für Bekehrte neben bitterarmen Dörfern der indigenen Bevölkerung zu errichten. NTM wies alle Vorwürfe zurück und erklärte, bei allen Flügen die Richtlinien der Regierung zu befolgen und ihren Missionaren bloß einfache Unterkünfte zur Verfügung zu stellen, die eine Fortsetzung ihres Werks ermöglichen. Laut NTM und Medienberichten demonstrierten am 3. November 2005 fast 3.000 Menschen in Puerto Ayacucho gegen die Ausweisung der Missionare.

## Weitere Quellen
- Norman Lewis: Die Missionare. Über die Vernichtung anderer Kulturen. Ein Augenzeugenbericht. Über die Ausrottung der letzten südamerikanischen Indianerkulturen durch amerikanische Sekten. (Klett-Cotta 1991), ISBN 3-608-95312-4 (Äußerst kritische Darstellung der Arbeit von NTM.)
- Kenneth J. Johnston: Aufbruch zu den Unerreichten. Die Geschichte von New Tribes Mission Christliche Literatur-Verbreitung, Bielefeld 2004, ISBN 3-89397-953-0.
- Roland Garve: Laleo – die geraubte Steinzeit. Als Zahnarzt bei den letzten Naturvölkern. Aufgezeichnet von Frank Nordhausen. Ch. Links, Berlin 2009, ISBN 978-3-86153-546-1.